# Miocorvus larteti
Miocorvus larteti (Milne-Edwards, 1871) è un uccello passeriforme estinto della famiglia dei corvidi: esso rappresenta l'unica specie ascritta al genere Miocorvus Lambrecht, 1933.

## Etimologia
Il nome scientifico del genere, Miocorvus, deriva dal latino corvus con l’aggiunta del prefisso di origine greca mio-, "meno di" (sebbene nelle intenzioni di Lambrecht fosse intesa una semplice assonanza con "Miocene" piuttosto che un significato effettivo), col significato di "meno di Corvus": il nome scientifico della specie, larteti, rappresenta invece un omaggio al paleontologo francese Édouard Lartet.

## Descrizione

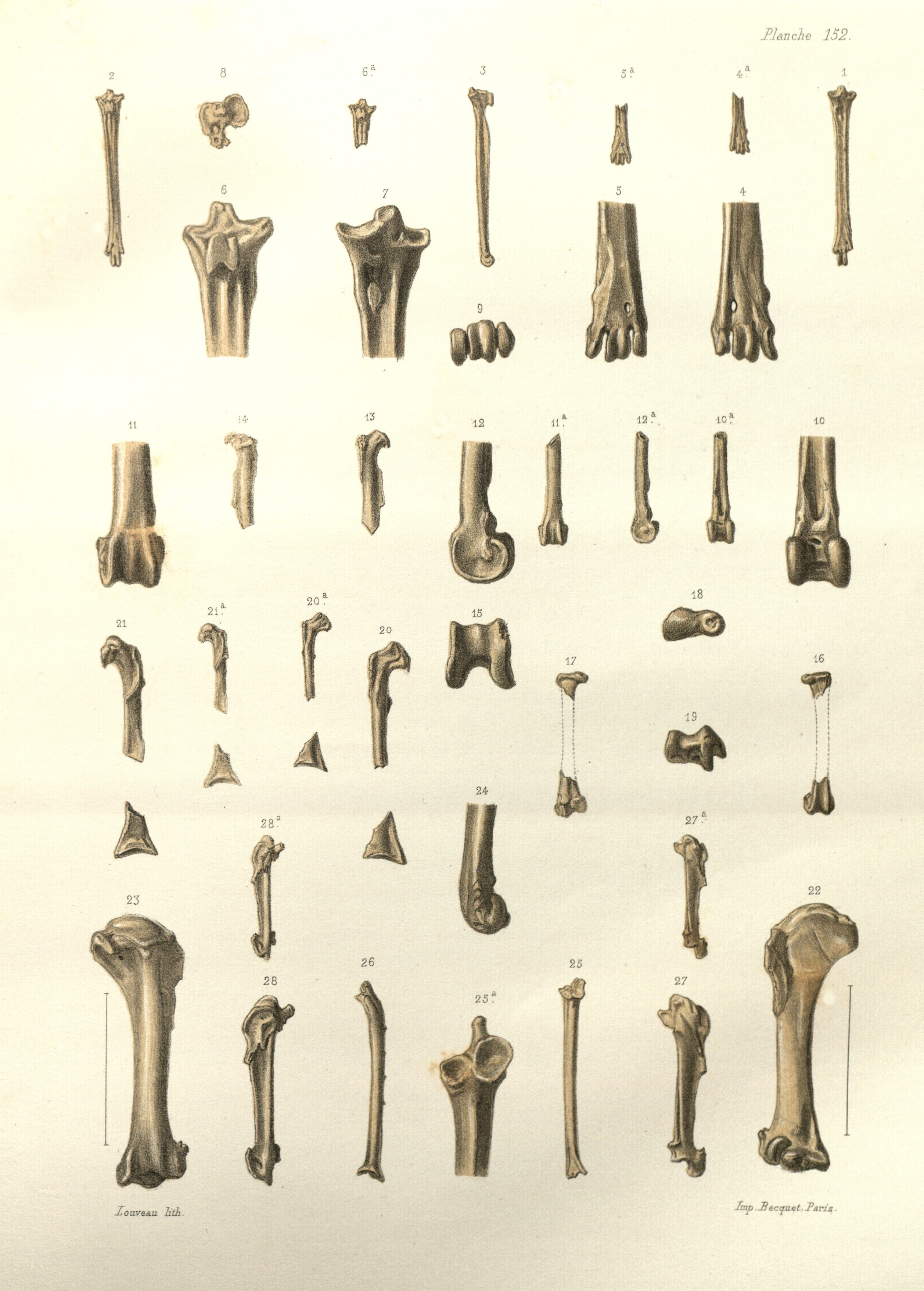
Dettagli del tarso-metatarso.

In base all'analisi dei resti fossili finora rinvenuti, Miocorvus doveva essere un uccello di media taglia, in vita lievemente inferiore a quella dell'odierna ghiandaia (sebbene l'assenza di resti di penne non renda possibile sapere se la coda di questi uccelli fosse allungata come lo è quella delle ghiandaie): l'omero di Miocorvus era più robusto rispetto a quello degli attuali corvi, ed anche i punti d'attacco delle remiganti sulle ali erano maggiormente evidenti, facendo supporre che si trattasse di un ottimo volatore. Nonostante le numerose analogie coi corvidi attuali, Miocorvus presentava una conformazione differente del tarso-metatarso, che presentava estremità meno sviluppate ed un caratteristico incavo (che Miocorvus condivide con le attuali gazze del genere Cyanopica).

## Biologia
Mancano del tutto dati riguardo alla biologia di questi uccelli: il fatto che nel loro sito di ritrovamento essi rappresentino la specie più abbondante farebbe pensare che vivessero in stormi e popolassero la canopia, oltre ad essere (come del resto la stragrande maggioranza dei corvidi viventi) degli onnivori opportunisti.

## Distribuzione e habitat
I resti ascrivibili a Miocorvus sono stati rinvenuti a Sansan, in Occitania: per lungo tempo si ritenne che la specie popolasse unicamente quest'area, ma recentemente dei resti di questi uccelli sono stati rinvenuti anche in giacimenti della Dobrugia. Miocorvus è vissuto durante il medio Miocene (15,2-15 milioni di anni fa), il che lo rende la specie di corvidi più antica finora scoperta.
Quando Miocorvus popolava la Terra, le aree popolate dalla specie erano paludi subtropicali o foreste alluvionali, che verosimilmente rappresentavano (vista anche l'abbondanza dei resti di questi animali) l'habitat d'elezione di questo uccello.

## Tassonomia
Alla scoperta dei resti di questo uccello da parte di Édouard Lartet, essi vennero consegnati ad Alphonse Milne-Edwards, che si occupò di descriverli scientificamente, classificandoli come appartenenti a una specie ancestrale di Corvus col nome di C. larteti. In seguito, Kálmán Lambrecht si occupò di riesaminare i reperti, giungendo alla conclusione che essi (pur appartenendo piuttosto chiaramente a un corvide erano abbastanza distinte da quelle dei corvi veri e propri, giustificando pertanto l'ascrizione a un proprio genere: inizialmente, Lambrecht classificò la specie col nome di Miocorax larteti, salvo poi spostarla in Miocorvus quando si accorse di aver già istituito il genere per una specie fossile di cormorano.